# Anna Lee
Pour les articles homonymes, voir Lee.
Anna Lee est une actrice britannique, née Joan Boniface Winnifrith le 2 janvier 1913 à Ightham (Angleterre), morte le 14 mai 2004 à Beverly Hills (Los Angeles).

## Biographie
Elle incarne des rôles dans une soixantaine de films, dont Qu'elle était verte ma vallée (1941), Le Massacre de Fort Apache (1948), Les mines du roi Salomon (1937), La Mélodie du bonheur, ou bien L'homme qui tua Liberty Valence (1962) et Les bourreaux meurent aussi.
En 1982, Anna Lee est nommée Membre de l'Empire Britannique par Élisabeth II.
Elle décède à 91 ans des conséquences d'une pneumonie dans sa maison près de Beverly Hills.

## Filmographie
- 1932 : Say It with Music
- 1932 : Ebb Tide
- 1932 : His Lordship : Scrub Girl Chorine
- 1933 : Mayfair Girl
- 1933 : The King's Cup
- 1933 : Yes, Mr. Brown
- 1933 : Chelsea Life : Hon. Muriel Maxton
- 1933 : The Bermondsey Kid
- 1934 : Mannequin : Babette
- 1934 : Faces : Madeleine Pelham
- 1934 : Rolling in Money : Lady Eggleby
- 1934 : Lucky Loser : Ursula Hamilton
- 1934 : The Camels Are Coming : Anita Rodgers
- 1935 : Heat Wave : Jane Allison
- 1935 : The Passing of the Third Floor Back : Vivian
- 1935 : First a Girl : Princess Mironoff
- 1936 : Cerveaux de rechange (The Man Who Changed His Mind) de Robert Stevenson : Dr Clare Wyatt
- 1937 : Au service de Sa Majesté (O.H.M.S.) : Sally Briggs
- 1937 : Les Mines du roi Salomon (King Solomon's Mines) : Kathleen 'Kathy' O'Brien
- 1937 : Non-Stop New York : Jennie Carr
- 1939 : Les quatre justiciers (en) (The Four Just Men) : Ann Lodge
- 1940 : Young Man's Fancy : Ada
- 1940 : Return to Yesterday : Carol
- 1940 : La Maison des sept péchés (Seven Sinners) : Dorothy Henderson
- 1941 : My Life with Caroline : Caroline Mason
- 1941 : Qu'elle était verte ma vallée (How Green Was My Valley) : Bronwyn, Mrs. Ivor Morgan
- 1942 : Les Tigres volants (Flying Tigers) : Brooke Elliott
- 1942 : Le commando frappe à l'aube (Commandos Strike at Dawn) de John Farrow : Judith Bowen
- 1943 : Et la vie recommence (Forever and a Day) : Cornelia Trimble- Pomfret (bride)
- 1943 : Les bourreaux meurent aussi (Hangmen Also Die) : Nasha Novotny
- 1943 : Obsessions (Flesh and Fantasy) : Rowena
- 1944 : L'Aveu (Summer storm) : Nadena Kalenin
- 1946 : Bedlam : Nell Bowen
- 1946 : G.I. War Brides (en) de George Blair : Linda Powell
- 1947 : High Conquest (en) d'Irving Allen : Marie Correl
- 1947 : L'Aventure de madame Muir (The Ghost and Mrs. Muir) : Mrs. Miles Fairley
- 1948 : Le Massacre de Fort Apache (Fort Apache) : Mrs. Emily Collingwood
- 1948 : Best Man Wins (en) de John Sturges : Nancy Smiley
- 1949 : Prison Warden : Elisa Pennington Burnell
- 1952 : A Date with Judy (série télévisée) : Dora Foster (1951-1952)
- 1956 : The Charles Farrell Show (série télévisée) : Doris Mayfield, petite amie de Charlie
- 1958 : L'Inspecteur de service (Gideon's Day) : Mrs. Kate Gideon
- 1958 : La Dernière Fanfare (The Last Hurrah) de John Ford : Gert Minihan
- 1959 : Les Cavaliers (The Horse Soldiers) : Mrs. Buford
- 1959 : Cette terre qui est mienne (This Earth is mine) : Charlotte Rambeau
- 1959 : The Crimson Kimono : Mac
- 1959 : Bagarre au-dessus de l'Atlantique (Jet Over the Atlantic) de Byron Haskin: Ursula Leverett
- 1960 : The Big Night : Mrs. Turner
- 1961 : Les Deux Cavaliers (Two Rode Together) : Mrs. Malaprop
- 1962 : L'Homme qui tua Liberty Valance (The Man Who Shot Liberty Valance) : Mrs. Prescott
- 1962 : Jack le tueur de géants (Jack the Giant Killer) : Lady Costance
- 1962 : Qu'est-il arrivé à Baby Jane ? (What Ever Happened to Baby Jane?) : Mrs. Bates
- 1962 : Les Révoltés du Bounty (Mutiny on the Bounty)
- 1963 : Pas de lauriers pour les tueurs (The Prize) : reporter
- 1964 : The Movie Maker (TV)
- 1964 : La Reine du Colorado (The Unsinkable Molly Brown) : Titanic passenger in lifeboat
- 1964 : For Those Who Think Young (en) : Laura Pruitt
- 1965 : La Mélodie du bonheur (The Sound of Music) : Sœur Margaretta
- 1966 : Frontière chinoise (7 Women) : Mrs. Russell
- 1966 : Picture Mommy Dead : Elsie Kornwald
- 1967 : F comme Flint (In Like Flint) de Gordon Douglas : Elisabeth
- 1968 : Star! : Hostess
- 1968 : Mannix, saison 2, épisode 7, Edge of the Knife (TV) : Mrs Harriman
- 1973 : My Darling Daughters' Anniversary (TV) : Juge Barbara Hanline
- 1976 : Eleanor and Franklin (TV) : Laura Delano
- 1977 : Eleanor and Franklin: The White House Years (TV) : Laura Delano
- 1978 : Legend of the Northwest
- 1978 : The Beasts Are on the Streets (TV) : Mrs. Jackson
- 1963 : Hôpital central (General Hospital) (série télévisée) : Lila Quartermaine (1978-2004)
- 1979 : The Night Rider (TV) : Lady Earl
- 1980 : Scrupules (Scruples) (feuilleton TV) : Tante Wilhelmina
- 1987 : Beyond the Next Mountain
- 1987 : The Right Hand Man
- 1989 : Beverly Hills Brats
- 1989 : Une Chance pour tous (Listen to Me) de Douglas Day Stewart : Grand-mère Garson's
- 1994 : What Can I Do?
- 1997 : Port Charles (série télévisée) : Lila Quartermaine (1997-2003)